# David Arroyo
David Arroyo Durán (ur. 7 stycznia 1980 w Talavera de la Reina w prowincji Toledo) – hiszpański kolarz szosowy, zawodnik grupy UCI Professional Continental Teams Caja Rural-Seguros RGA.
Po upadku Valverde w Tour de France w 2006 roku to Arroyo był liderem ekipy dopóki żółtej koszulki nie zdobył Pereiro. Pomógł mu w ciężkich bojach w górach i – jak się później okazało – w zwycięstwie w całym wyścigu.
W 2004 roku wygrał dwa górskie etapy podczas wyścigu Volta a Portugal, zajął drugie miejsce w klasyfikacji generalnej i zwyciężył w klasyfikacji górskiej oraz na najlepszego młodego kolarza. Najlepszy był dla niego 2007 rok, podczas którego w Tour de France zajął wysokie 17. miejsce i jeszcze lepsze 10. w Giro d'Italia w klasyfikacji łącznej.
W maju 2010 zajął drugie miejsce w końcowej klasyfikacji Giro d’Italia.

## Najważniejsze osiągnięcia
- 2004
  - 2. miejsce w Volta a Portugal
    - 1. miejsce na 4. i 8. etapie
    - 1. miejsce w klasyfikacji górskiej
- 2006
  - 19. miejsce w Vuelta a España
  - 21. miejsce w Tour de France
- 2007
  - 10. miejsce w Giro d’Italia
  - 13. miejsce w Tour de France
- 2008
  - 1. miejsce w Subida a Urkiola
  - 1. miejsce na 19. etapie Vuelta a España
- 2009
  - 2. miejsce w Tour du Limousin
    - 1. miejsce na 3. etapie

  - 11. miejsce w Giro d’Italia
- 2010
  - 2. miejsce w Giro d’Italia
    -  lider klasyfikacji generalnej przez cztery etapy (14-18)
- 2013
  - 2. miejsce w Vuelta a Burgos
  - 3. miejsce w Prueba Villafranca de Ordizia

## Starty w Wielkich Tourach
| Grand Tour | 2005 | 2006 | 2007 | 2008 | 2009 | 2010 | 2011 | 2012 | 2013 |
| ---------- | ---- | ---- | ---- | ---- | ---- | ---- | ---- | ---- | ---- |
| Giro       | -    | -    | 10.  | -    | 10.  | 2.   | 14.  | -    | -    |
| Tour       | 53.  | 20.  | 13.  | 27.  | 69.  | -    | 36.  | -    | -    |
| Vuelta     | -    | 19.  | -    | 17.  | -    | 25.  | -    | -    | 13.  |